# Edmond Appia
Edmond Appia, né le 7 mai 1894 à Turin et décédé le 12 février 1961 à Genève, chef d'orchestre et violoniste vaudois.

## Biographie
Edmond Appia, troisième d'une famille de six enfants, grandit à Paris où son père, le pasteur et professeur de théologie Henry Appia (1861-1901), est en fonction. Cette généalogie, qui correspond aux hommages diffusés à la radio à sa mort et à un document de la Société genevoise de généalogie contredit ce que l'on trouve dans la plupart des sources comme le Dictionnaire Historique de la Suisse (DHS) : Edmond Appia n'est pas le fils de l'homme de théâtre et metteur en scène Adolphe Appia (1862-1928) ni le petit-fils de Louis Appia, l'un des fondateurs de la Croix-Rouge, et n'a pas de frère pianiste prénommé Adolphe. Il commence l'étude du violon au Conservatoire de Genève, dans la classe d'Henri Marteau puis suit à Paris les cours de G. Rémy et Lucien Capet, de 1908 à 1913, date à laquelle il entre au Conservatoire Royal de Musique de Bruxelles. La guerre interrompt ses études, qu'il reprend en 1919-1920, les terminant par un Premier prix avec la plus grande distinction. Il rentre en 1920 à Genève où il obtient le poste de violon-solo à l'Orchestre de l'Opéra.
Violoniste renommé, Edmond Appia fonde en 1925 la Société des Musiciens professionnels de Genève dont il est le premier président jusqu'en 1935. Il fait une carrière internationale de concertiste entre les années 1932 et 1935. Cependant, Edmond Appia est, dans ces mêmes années, attiré par la direction d'orchestre. Il débute alors une carrière dans ce domaine, et cumule les fonctions de violon solo et de second chef de l'Orchestre de Radio-Lausanne puis, dès 1938, de chef attitré de l'Orchestre de Radio-Genève. Il dirige aussi de nombreux orchestres étrangers à l'occasion de ses tournées en Europe, en Afrique et en Amérique. Son répertoire privilégie la musique française et italienne des XVIIe et XVIIIe siècles ; il fait ainsi connaître, grâce à ses arrangements, les opéras de Rameau et de Lully qu'il interprète, dit-on, avec élégance et style. Edmond Appia se met aussi au service des compositeurs contemporains ; on lui doit, en effet, la création de plus de trois cents œuvres, dont celles de nombreux compositeurs suisses (Raffaele D'Alessandro, Aloys Fornerod, Henri Gagnebin, Bernard Reichel, Roger Vuataz, Pierre Wissmer).Egalement pédagogue, il est professeur de violon aux Conservatoire de Lausanne et de La Chaux-de-Fonds durant près de vingt ans, de 1924 à 1943, et enseigne l'histoire des instruments à archet au Conservatoire de Musique de Genève de 1934 à sa mort en 1961. Il introduit également en Suisse, en 1948, les Jeunesses musicales, qui œuvrent en faveur des jeunes et de la musique sur tout le territoire national, par le biais de quinze sections membres proposant chaque année des activités très variées(séries de concerts, stages d'orchestre, cours de théâtre et de musique, concours...).Musicien complet, Edmond Appia est correspondant pour La revue musicale de Paris, The Score de Londres, pour le premier journal américain de musicologie, fondé en 1915, The Musical Quarterly et pour le Musical America. Parmi ses écrits figurent plusieurs essais sur la musique classique française, pour la plupart parus dans le Schweizer Musikzeitung, parmi lesquels figure l'ouvrage De Palestrina à Bartók: études musicologiques (Paris, 1965). Il représente la Suisse auprès du Centre de Documentation Musicale Instrumentale (CDMI) et est membre de la Société de Musicologie de Paris.
Edmond Appia est décoré de la Légion d'honneur le 2 septembre 1952. Il décède d'une maladie en 1961. Il avait épousé en premières noces Edmonde Hotton de La Tour (1894-1932) dont il a deux enfants, Anne-Marie et Dominique, qui devient peintre, puis, en secondes noces la pianiste Germaine Soulier (née en 1908) qui lui donne un fils, Bernard.
Son répertoire porte surtout sur la musique française et italienne des XVIIe et XVIIIe siècles. Mais il ne néglige pas la musique contemporaine et défendra la cause de jeunes compositeurs suisses.

## Œuvres créées
- Concerto pour violon de Wladimir Vogel - 1948
- Concerto pour piano de Raffaele D'Alessandro - 1950
- Concerto pour piano de Frank Martin - 1960

## Sources
- « Edmond Appia », sur la base de données des personnalités vaudoises sur la plateforme « Patrinum » de la Bibliothèque cantonale et universitaire de Lausanne.
- « Edmond Appia » dans le Dictionnaire historique de la Suisse en ligne.
- Dictionnaire des musiciens suisses, Zürich, Atlantis Verlag, 1964, p. 28-29
- Develey, Yvette, Durand, Roger, "Chronique familiale autour de Louis Appia: La généalogie de Paul Appia et de ses descendants a été établie sur neuf générations", Bulletin de la Société genevoise de généalogie, 2004-2005, n° 2
- Vuataz, Roger, "Edmond Appia, nécrologie", Revue musicale de Suisse Romande, 1961/2-3, p. 31, Pâris, Alain, Dictionnaire des interprètes et de l'interprétation musicale depuis 1900, Paris, Robert Laffont, 2004
- Jaton, Henri, "Edmond Appia: études musicologiques", Tribune de Lausanne, 1968/04/15, p. 5
- Florestan, "Edmond Appia", Tribune de Lausanne, 1964/02/09, p. 11
- Jaton, Henri, "Souvenirs et prévisions", Tribune de Lausanne, 1961/02/17, p. 7
- "Les obsèques de Monsieur Edmond Appia", Feuille d'avis de Lausanne, 1961/02/16
- Jaton, Henri, "Edmond Appia est mort", Tribune de Lausanne, 1961/02/13, p. 2
- Fornerod, Aloÿs, "Une 1re audition et une reprise", Tribune de Lausanne, 1957/02/04, p. 2.